# Missa l'homme armé super voces musicales

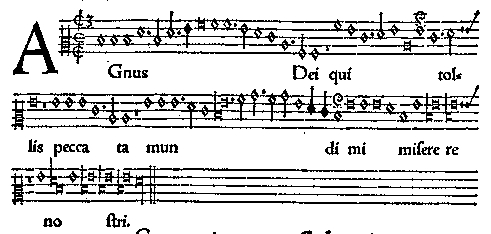
Agnus Dei II, dalla Missa L'homme armé super voces musicales di Josquin des Prez, nella pubblicazione originale di Ottaviano Petrucci (1502). Nell'immagine sottostante lo stesso pezzo in notazione moderna.

La Missa L'homme armé super voces musicales è la prima di due composizioni, scritte secondo l'ordinario della messa, da Josquin des Prez, usando la famosa melodia L'homme armé come cantus firmus; (l'altra, presumibilmente successiva, è la Missa L'homme armé sexti toni). La messa è a quattro voci. Essa è la messa più famosa di Josquin fra quelle a noi pervenute, riportata in numerosi manoscritti ed edizioni a stampa. La prima collezione a stampa di musiche dedicate ad un singolo compositore, le Misse Josquin pubblicate da Ottaviano Petrucci nel 1502, inizia con questa famosa messa.

## Descrizione
La data di composizione è controversa; alcuni studiosi propendono per la composizione a metà della carriera di Josquin, ad esempio nel periodo romano (dal 1489 al 1495), mentre altri come Gustave Reese, propendono per una data precedente sostenendo che la complessità contrappuntistica con cui è scritta la messa è tipica del primo periodo di Josquin e che egli andò semplificando i suoi metodi compositivi andando avanti negli anni. La prima fonte a contenere la messa è il manoscritto Vaticano CS 197 (c. 1492–1495) Nel suo Dodekachordon del 1547, Glareano scrisse che Josquin "compose le due messe L'homme armé per dimostrare la sua abilità."

## Musica
Normalmente etichettata come messa cantus firmus, l'utilizzo di frammenti del brano in altre voci prefigura l'avvento della tecnica della parafrasi che Josquin utilizzò in maniera diffusa in seguito nelle messe come la Missa Pange lingua e che sarebbe divenuto uno dei metodi standard per la composizione delle messe cicliche nel XVI secolo.

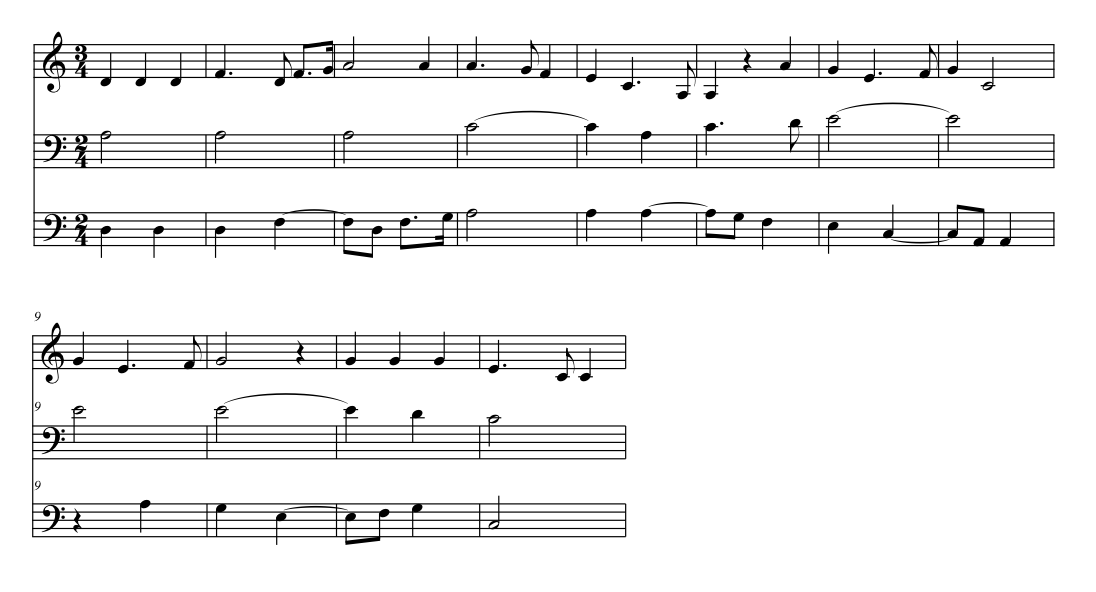
Agnus Dei (II) dalla Missa l'homme armé super voces musicales. L'intero Agnus Dei II è un Canone mensurale in tre parti. La voce media è la più lenta; la voce più bassa canta a velocità doppia della media e la voce più alta al triplo della velocità.

Così come la maggior parte delle messe, è suddivisa in cinque parti:
1. Kyrie
2. Gloria
3. Credo
4. Sanctus e Benedictus
5. Agnus Dei (in tre sezioni: I, II, III)

Mettere in mostra il suo virtuosismo contrappuntistico sembra essere lo scopo di Josquin, visto che la messa è costellata di canoni mensurali, seconda soltanto alla Missa prolationum di Ockeghem, che contiene nient'altro che canoni mensurali. In un canone mensurale ogni voce canta la stessa nota, ma il valore della nota è differente da voce a voce. L'apertura del Kyrie contiene una serie di canoni mensurali basi su ogni frase della melodia dell'homme armé, con il tenor che guida e le altre voci che entrano a turno. Il secondo dei tre Agnus Dei è un altro ben noto canone mensurale (vedi esempio); questo canone era famoso nel XVI secolo e spesso menzionato nei trattati di teoria musicale.
L'ultima delle tre sezioni dell'Agnus Dei, quella che chiude la messa è la più lunga ed è accompagnata da: "Clama ne cesses" ("piangi senza sosta", da Isaia 58:1), che nel contesto significa canta senza riposarti. Il cantus firmus è in La, la nota più elevata dell'esacordo, ed è in doppio aumentato. La lunghezza, e le note sostenute del cantus firmus, si riferiscono sia a "cry for mercy" aspetto del testo dell'Agnus Dei, che piange per l'Agnello di Dio che toglie i peccati del mondo, e sul motivo delle trombe sul testo "On a fait partout crier" dall'originale melodia de L'homme armé, chiamando gli ascoltatori alle armi.
Oltre alla canonica complessità, Josquin varia la tonalità della messa a cominciare dalla melodia de L'homme armé su una nota successiva più alta in ogni sezione (anche nel terzo Agnus Dei), una per ognuna delle sei note dell'esacordo naturale (così il titolo, "voces musicales" su solmisazione delle sillabe, ut, re, mi, fa, sol, la). La tonalità principale è in modo dorico e tutti i movimenti terminano in Re.